# Huiyuan (Buddhist)

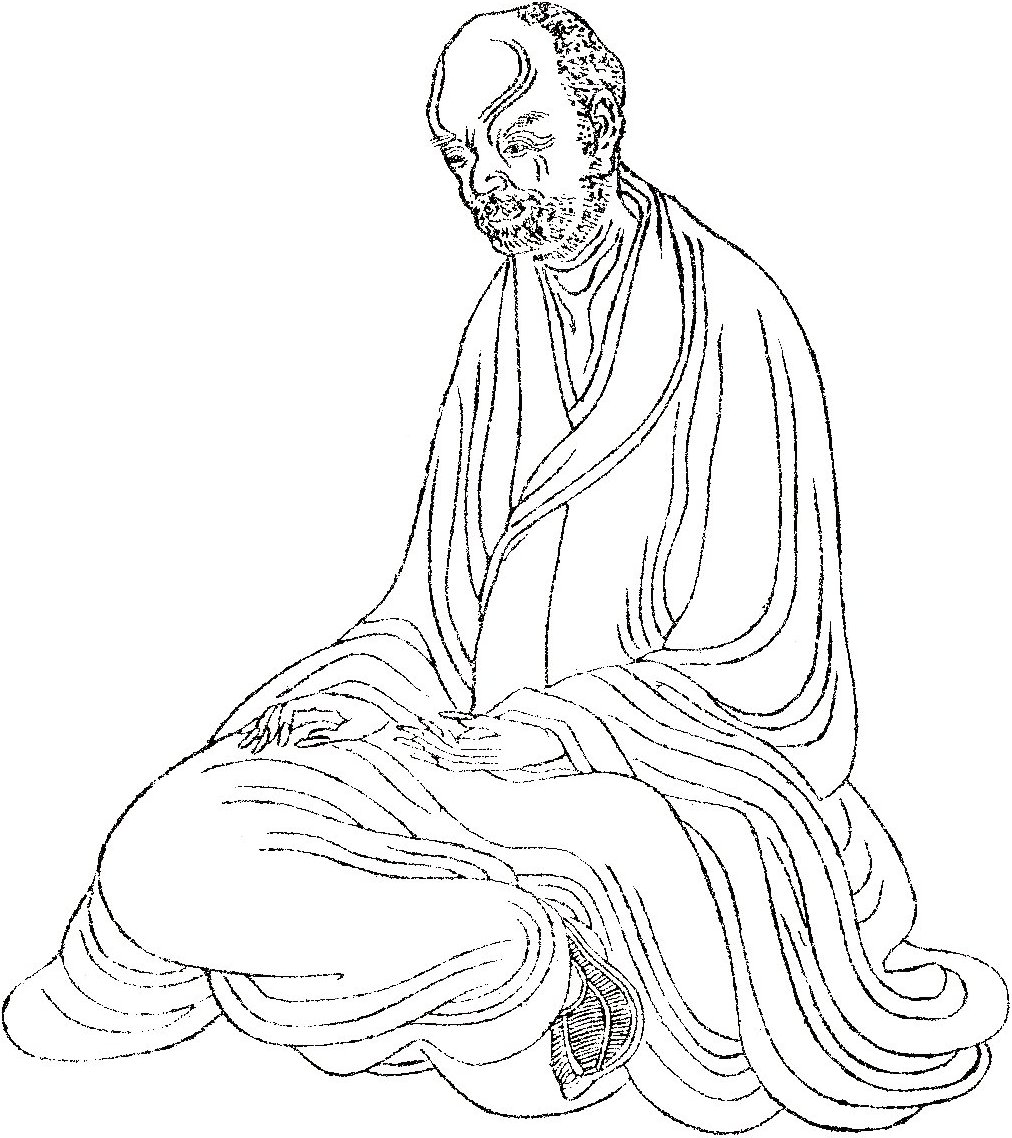
Huiyuan

Huiyuan (chinesisch 慧遠, W.-G. Hui-yüan; 334–416 n. Chr.) war ein chinesischer buddhistischer Lehrer, der den Donglin-Tempel auf dem Berg Lu Shan in der Provinz Jiangxi gründete und im Jahr 404 n. Chr. die Schrift Warum Mönche nicht vor Königen niederknien (chinesisch 沙門不敬王者論) verfasste. Er wurde in der Provinz Shanxi geboren, aber nach einer langen Zeit buddhistischer Lehre kam er letztendlich in die Provinz Jiangxi, wo er 416 n. Chr. starb. Obwohl er im Norden geboren war, zog er in den Süden, um im Herrschaftsgebiet der Östlichen Jin-Dynastie zu leben.
Huiyuan wurde im Nachhinein als erster Patriarch des Amitabha-Buddhismus bezeichnet. Zu seinen Schülern gehörten Huiguan (chinesisch 慧觀), Sengji (chinesisch 僧濟) und Faan (chinesisch 法安).

## Leben

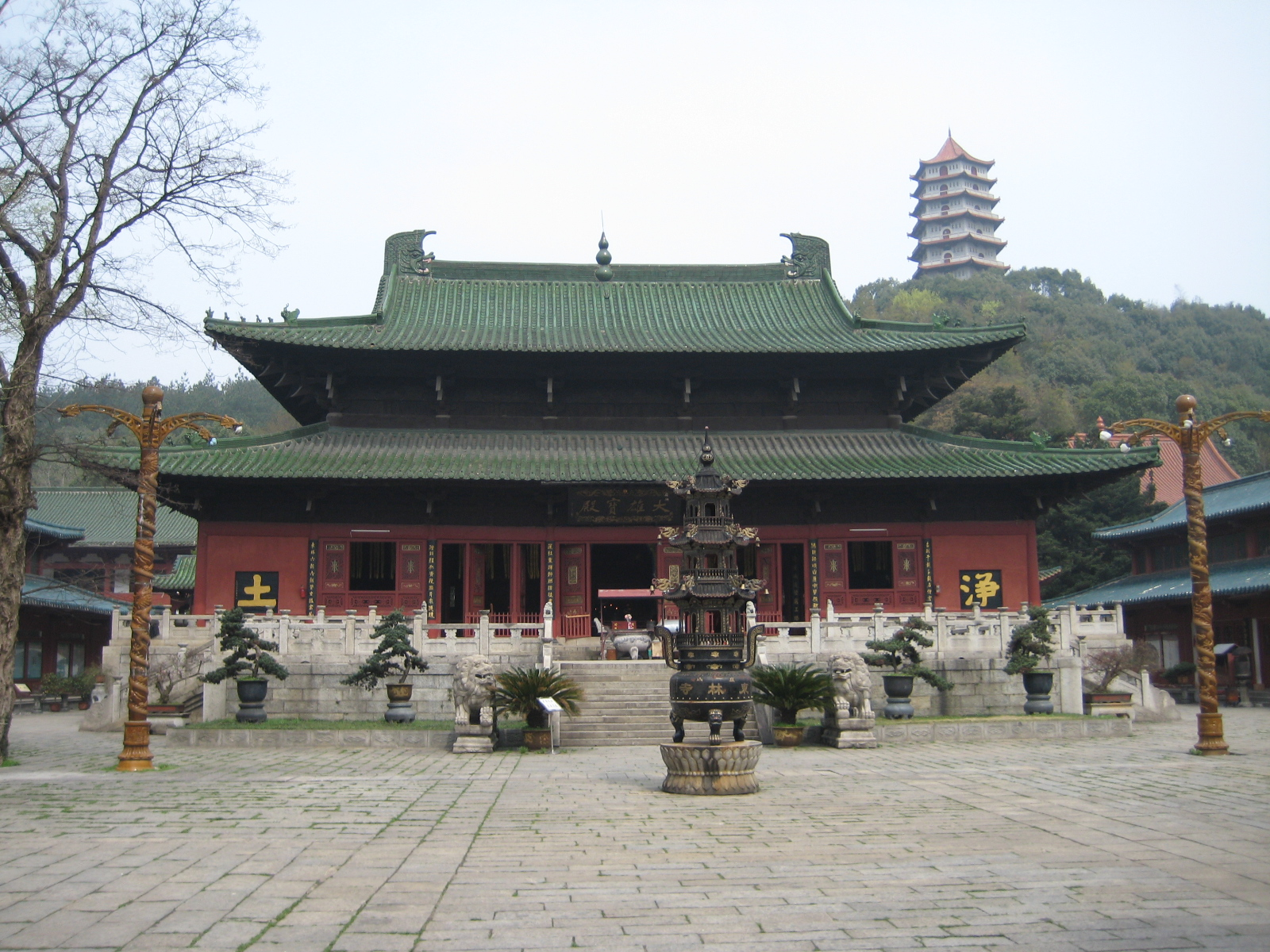
Der Donglin-Tempel auf dem Berg Lu Shan

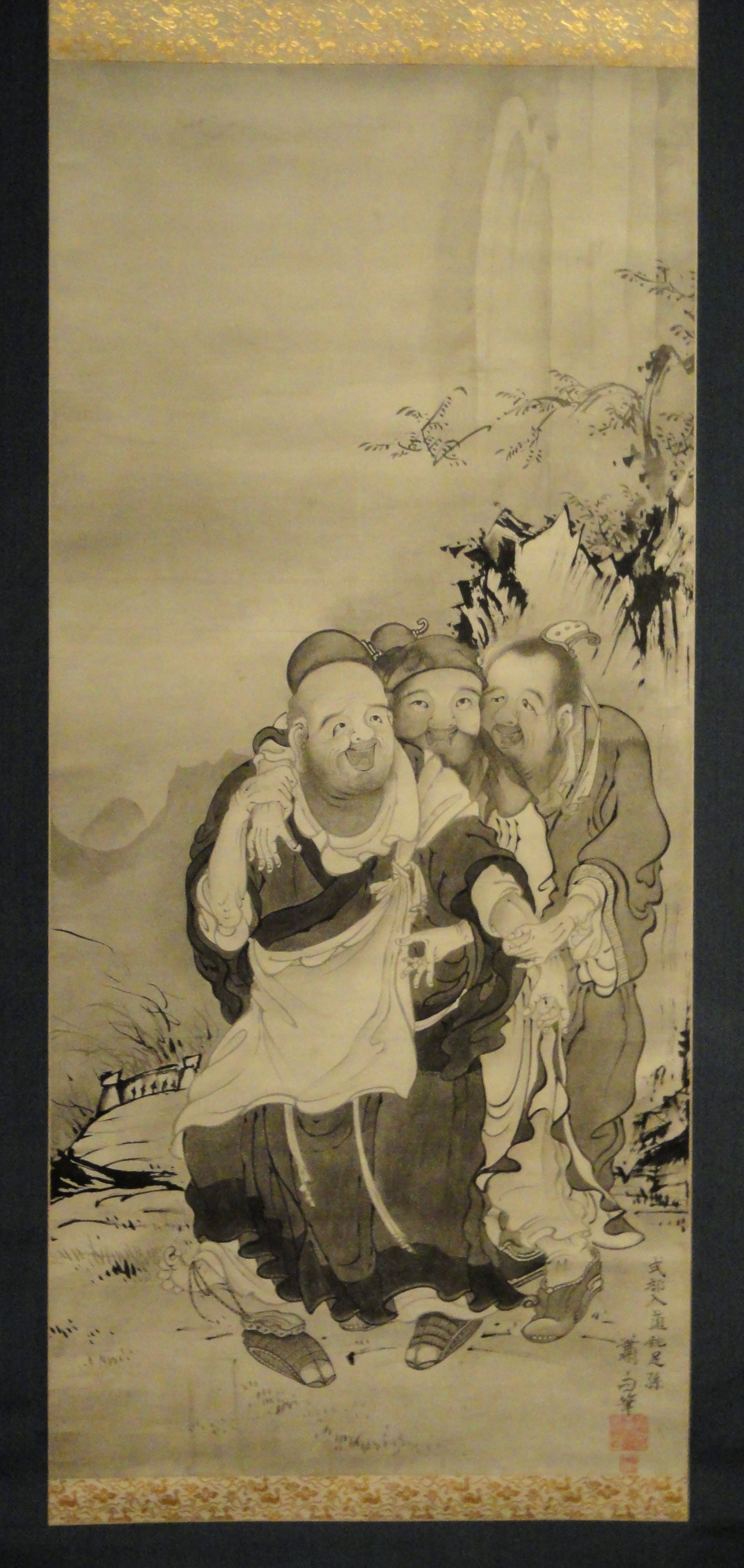
Huiyuan, Tao Yuanming, and Lu Xiujing, gemalt von Soga Shōhaku (1730–1781)

Huiyuan begann schon in jungem Alter, die Lehren Zhuangzis, Laozis und des Konfuzius zu studieren. Trotzdem wurde er mit 21 Jahren in der Provinz Hebei von Dao'an (chinesisch 道安, Pinyin Dào'ān, W.-G. Tao-an; 312–385), dem chinesischen Schüler eines kuchanischen Missionars, vom Buddhismus überzeugt. Dao'an überzeugte Huiyuan, „die Familie zu verlassen“ und sein Leben der buddhistischen Lehre zu widmen. Später wurde Huiyuan der Patriarch des Donglin-Tempels auf dem Berg Lu Shan. Er unterrichtete Verschiedenes, darunter Vinayapitaka (chinesisch 戒律), Meditation (chinesisch 禪法), Abhidhammapitaka und Prajñā. Obwohl der Patriarch sich nicht für Kontakte zur säkularen Welt einsetzte, hatte er Kontakte zu adligen Familien. Huiyuan wurde vom Diktator Huan Xuan zu zwei Treffen eingeladen, um an der Diskussion über den Status des Klerus teilzunehmen; er verteidigte die Unabhängigkeit des Klerus. Mitglieder der kulturellen Klasse kamen zum Tempel, um als seine Schüler am religiösen Leben teilzunehmen. Außerdem unterhielt er eine Korrespondenz mit dem Mönch Kumārajīva.
Im Jahr 402 gründete er mit einer Gruppe von Mönchen und Laien die religiöse Gruppe des Mahayana, aus welcher der Amitabha-Buddhismus hervorging.
Im Jahr 404 schrieb Huiyuan das Werk Warum Mönche nicht vor Königen niederknien. In diesem Buch setzte er sich für die politische Unabhängigkeit des buddhistischen Klerus vom staatlichen System ein. Gleichzeitig verfolgte er mit dem Text das Ziel, Monarchen und konfuzianisch geprägte Staatsminister davon zu überzeugen, dass Buddhisten nicht unbedingt umstürzlerisch seien. Er erklärte, dass Buddhisten gute Vorbilder seien könnten, da sie an die Vergeltung durch Karma glauben und erstreben, im Paradies wiedergeboren zu werden. Trotz ihres Rufes, die Familie für ein klösterliches Leben hinter sich zu lassen, erklärte Huiyuan, dass diejenigen, die den Weg Buddhas unterstützen, zuerst ihren Eltern und Herren gehorchen würden.